# کندی کیچن (نیومکزیکو)
کندی کیچن (به انگلیسی: Candy Kitchen) یک منطقهٔ مسکونی در ایالات متحده آمریکا است که در شهرستان سیبولا، نیومکزیکو واقع شده‌است. کندی کیچن ۲٬۲۵۲ متر بالاتر از سطح دریا واقع شده‌است.